# Alfonso Sánchez Hernández-Ranera
Alfonso Sánchez Hernández-Ranera (ur. 26 stycznia 1915 w Lérida, zm. 16 sierpnia 1936 Fuente el Fresno) – hiszpański franciszkanin, alumn, męczennik chrześcijański i błogosławiony Kościoła rzymskokatolickiego.

## Biografia
Urodzony w Lérida (Segrià) 26 stycznia 1915 roku. Ojciec Andrés był strażnikiem miejskim, matka Paula Ángela została zmuszona do opuszczenia zgromadzenia zakonnego ze względu na zły stan zdrowia. Alfonso został ochrzczony w parafii św. Jana Chrzciciela 9 lutego 1915 roku. Małżeństwo powróciło w rodzinne strony, do prowincji Guadalajara w 1919 roku. Chłopak wychowywał się w religijnej atmosferze, był ministrantem w klasztorze u franciszkanów. Do prowadzonego przez nich niższego seminarium w Alcázar de San Juan (Ciudad Real) wstąpił 28 sierpnia 1926 roku. Po dwóch latach w Alcázar przeniósł się do kolegium w La Puebla de Montalbán (Toledo). Do nowicjatu wstąpił w Arenas de San Pedro (Ávila) 1 czerwca 1930 roku. W nowicjacie przeżył śmierć ojca. Pierwszą profesję zakonną złożył 2 czerwca 1931 roku.
Władze zakonne podjęły decyzję o skierowaniu Alfonso na studia filozoficzno-teologiczne i przygotowanie do przyjęcia święceń kapłańskich. W latach 1931–1934 studiował w Pastranie. W 1934 roku przeniósł się do klasztoru w Consuegra, by kontynuować studia teologiczne. Był zdolnym studentem, grał na organach, dobrze śpiewał. Przez innych kleryków wybrany został dyrektorem seminaryjnego czasopisma „Juan Duns Escoto”. Przełożeni wysłali go, by jednocześnie odbywał studia świeckie w Alcázar de San Juan. Mimo narastającego zagrożenia w wyniku wybuchu hiszpańskiej wojny domowej nie opuścił zakonu. Profesję wieczystą złożył 17 maja 1936 roku. Otrzymał tonsurę i święcenia niższe w Ciudad Real 6 i 7 czerwca 1936 roku. Został rozstrzelany wraz ze współbraćmi z konwentu w Boca de Balondillo (Fuente el Fresno, Ciudad Real) 16 sierpnia 1936 roku.

## Beatyfikacja
Brat kleryk Alfonso Sánchez Hernández-Ranera OFM został ogłoszony błogosławionym wraz z innymi 497 męczennikami hiszpańskimi przez papieża Benedykta XVI na Placu Świętego Piotra 28 października 2007 roku. Mszy przewodniczył prefekt Kongregacji Spraw Kanonizacyjnych kardynał José Saraiva Martins.
Wspomnienie liturgiczne obchodzone jest jako obowiązkowe przez zakony franciszkańskie na terenie Hiszpanii, przypada 6 listopada.